# 森山町
森山町（もりやまちょう）は、長崎県北高来郡にあった町。
2005年（平成17年）2月27日に閉町式を挙行。同3月1日をもって諫早市、多良見町、飯盛町、高来町、小長井町と合併、新生諫早市の一部となった。

## 地理
島原半島の首頸部、愛野地峡部に位置し、諫早湾と橘湾に面する。
- 山：蓮華石岳、獅子喰岳
- 河川：有明川
- 溜池：杉谷溜池

## 沿革
- 1889年（明治22年）4月1日 - 町村制施行により、森山村・井牟田村・唐比村が合併し北高来郡森山村が成立する。
- 1969年（昭和44年）4月1日 - 町制施行し森山町となる。
- 2005年（平成17年）3月1日 - 諫早市、多良見町、飯盛町、高来町、小長井町と合併して新しい諫早市が発足し[1]、森山町は自治体として消滅。

## 地名
名を行政区域とする。また、名の名称に大字（森山・井牟田・唐比）を冠する。
諫早市（2代目）発足時に大字の廃止、および「名」の文字を削除し、旧来の名の名称に「森山町」を冠した町名に変更された。その際に旧大字井牟田・唐比内の各名が改称している。
大字森山
- 慶師野名
- 杉谷名
- 田尻名
- 本村名

大字井牟田
- 上名[2]
- 下名[3]

大字唐比（からこ）
- 北名[4]
- 西名[5]
- 東名[6]

## 産業
主な産業は農業で江戸時代以降に拡大した諫早湾干拓地における水稲栽培が中心。また、唐比地区では「唐比れんこん」と称するレンコンの栽培も行われている。

## 交通

### 鉄道
- 島原鉄道
  - 森山駅 - 釜ノ鼻駅 - 諫早東高校前駅

### 道路

#### 一般国道
- 国道57号
- 国道251号

## 出身有名人
- 前田蓮山（ジャーナリスト）
- 阿修羅・原（ラグビー選手＞プロレスラー）
- 嗣子鵬慶昌（力士）
- 釜元豪（プロ野球選手・福岡ソフトバンクホークス所属）

## 学校
- 森山西小学校
- 森山東小学校
- 森山中学校